# Achille Terracciano
Achille Terracciano (Muro Lucano 5 de octubre de 1861 - Caserta, 8 de agosto de 1917) fue un botánico, pteridólogo y explorador italiano.

## Biografía
Fue hijo de Nicola Terracciano y Enrichetta Cataldi. Se inscribió en la Facultad de Medicina de la Universidad de Nápoles, pero después de los dos primeros años, atraído por el estudio de la botánica, pasó a la Facultad de Ciencias Naturales, donde se graduó en 1884. Fue asistente en el Real Instituto Botánico de Roma, y luego en el botánico de Palermo, donde en 1896 obtuvo el título de profesor libre de Botánica General. En 1906, ganó el concurso para el puesto de profesor asociado y se trasladó a la Universidad de Sassari, y en 1917, fue llamado por la Universidad de Siena. 
En 1892, Terracciano, junto con Agostino Pappi, jardinero del Real Instituto Botánico de Roma, visitó las islas Dahalah y la bahía de Anfilah, situada al sur de la ciudad portuaria de Massawa. Para estas exploraciones contaron con el apoyo del buque hidrográfico Scilla que la marina italiana había enviado para estudiar los fondos marinos de la costa eritrea. 
En 1893, Terracciano visitó numerosas localidades de Eritrea, como Hamasen, Assaorta y Acchele Guzai, la región de Mensa, las montañas de Ghedem y el territorio de Habab.

## En la Ciencia
Tanto él como su padre y también botánico Nicola Terracciano fueron importantes contribuyentes del herbario del Departamento de Biología Vegetal de la Universidad de Nápoles Federico II. Fue asimismo importante su contribución al conocimiento de la flora africana a través de las muestras de plantas recogidas en Eritrea durante sus exploraciones, más de cuatro mil muestras que se conservan en el Herbario Tropical de la Universidad de Florencia.
- La abreviatura «A.Terrac.» se emplea para indicar a Achille Terracciano como autoridad en la descripción y clasificación científica de los vegetales.[3]

## Algunas publicaciones
- 1886. Felci australiane, Adunanza del di 3 Aprile 1886. p. 44-52
- 1901. Revisione monografica delle Gagea della flora spagnola. Bol. Soc. Aragonesa C. Naturales 4 (10 )
- 1914a. La Flora Sardoa di M.A. Plazza da Villafranca redatta coi suoi manoscritti. Memoria Reale Acc. Sc. Torino, 64(15) :1-54
- 1914b. La Flora Sardoa di M.A. Plazza da Villafranca redatta coi suoi manoscritti. Memoria Reale Acc. Sc. Torino, 65 (13): 1-53
- 1922. Opera botanica, «Bullettino dell'Istituto Botanico della Regia Università di Sassari», 1: 1-15
- 1930. La Flora Sardoa di M.A. Plazza da Villafranca redatta coi suoi manoscritti. Memoria Reale Acc. Sc. Torino, 67:1-78
- Aleffi, M; C. Cortini Pedrotti. 1997. Un manoscritto inedito di Achille Terracciano sulla Briologia della Sardegna, ritrovato presso l’Herbarium Neapolitanum. Boll. Soc. Sarda Sci. Nat. 31: 121-199

### Libros
- Terracciano, A. 1885. Primo contributo ad una monografia delle Agave. Ed. Napoli: Tip. Barnaba. 58 pp., 5 tabl., il.
- ----. 1909. Specimen Bryologiae et Hepaticologiae Sardae. Bullettino Dell’istituto Botanico Della R. Università Di Sassari, 4(1). 1-84